# دیسچارج (گروه موسیقی)
دیسچارج (به انگلیسی: Discharge) یک گروه هاردکور پانک انگلیسی است که در سال ۱۹۷۷ در استوک-آن-ترنت انگلستان تشکیل شد. این گروه به‌خاطر تأثیرگذاری بر چندین زیر ژانر موسیقی افراطی شناخته می‌شود و آهنگ‌های آن‌ها توسط برخی از بزرگ‌ترین نام‌های هوی متال و ژانرهای دیگر پوشش داده شده است. ژانر فرعی موسیقی دی-بیت برگرفته از دیسچارج و ضرب درام متمایز گروه است.
ویژگی گروه با رویکرد حداقلی به موسیقی و اشعار، با استفاده از صدای سنگین، مخدوش و ساینده مبتنی بر گیتار و آوازهای خام و فریاد زده شبیه به یک سخنرانی سیاسی، با اشعاری در مضامین آنارشیستی و صلح طلبانه، با ریتم‌های شدید پهپاد مانند است. صدای گروه «حملهٔ اسید شنوایی سیاه» نامیده شده است. دیسچارج «راه را برای مجموعه‌ای شگفت‌انگیز از گروه‌های با انگیزهٔ سیاسی، موسیقی شدید و عمیقاً متضاد هموار کرد». دیسچارج «صراحتاً سیاسی» بود و یک نگرش «انقلابی/فعال» را نشان می‌داد که پانک هاردکور بریتانیا را از خاستگاه پاپ راک خود دور کرد و به سمت یک قلمرو چپ «خطرناک و تحریک‌آمیز» یا ضد تشکیلات چپ سوق داد.
دیسچارج راه را برای سبک‌های مختلف اکستریم متال مانند ترش متال، بلک متال، کراست پانک و گرایندکور هموار کرد. سبک نوازندگی «رویکرد بی‌رحمانه، افراطی» و «نویز افراطی ترش» گروه در نهایت به ژانر ترش منجر شد. تأثیر دیسچارج بر ژانر هوی متال غیرقابل محاسبه است و سوپراستارهای گروه‌های متال مانند متالیکا، انترکس، مشین هد، سپولترا، سول‌فلای، پرانگ و آرچ انمی آهنگ‌های دیسچارج را به عنوان ادای احترام پوشش داده‌اند. دیسچارج تأثیر عمده‌ای بر حداقل دو نسل متال داشت.

## حرفه

### تشکیل؛ ترکیب اولیه (۱۹۷۹–۱۹۷۷)
دیسچارج در سال ۱۹۷۷ در استوک-آن-ترنت توسط ترنس «تز» رابرتز (خواننده) و رویستون «رینی» وین‌رایت (گیتار) تشکیل شد. آنها به زودی برادر کوچکتر رابرتز، آنتونی «بونز» رابرتز را در گیتار لید، نایجل بامفورد را در بیس و آنتونی «آکو» آکسون را (که آل‌میوزیک نام مستعار جایگزین «هاکو» می‌دهد) در درام، به خدمت گرفتند. سبک موسیقی گروه در ابتدا تحت تأثیر گروه‌های پانک دوران ۱۹۷۷ مانند سکس پیستولز، د دمند و کلش قرار گرفت. با جذب تانیا ریچ به عنوان مدیر خود، گروه اولین دموی خود را ضبط کرد، از گروه‌هایی مانند The Ruts، کلش و د دمند در سالن ویکتوریا، هانلی حمایت کرد و تور را آغاز کرد.

### آلبوم‌های چندآهنگهٔ اولیه؛ چیزی نشنوی چیزی نبینی چیزی نگویی (۱۹۸۲–۱۹۸۰)
آکسون در اواخر همان سال و به دنبال آن بامفورد گروه را ترک کردند و گروه از کلوین «کال» موریس به عنوان خواننده دعوت کرد و تز رابرتز را به سمت درام و وین‌رایت را به سمت بیس سوق داد. با اضافه شدن موریس، گروه مطالب قبلی خود را که تحت تأثیر سکس پیستولز بود کنار گذاشتند و مجموعهٔ جدیدی از آهنگ‌ها را با صدایی بازسازی شده توسعه دادند. آنتونی رابرتز گیتار را با سبک‌سنگین، مخدوش و ساینده می‌نواخت و موریس بدون ملودی جیغ می‌زد یا فریاد می‌کشید. نوازندهٔ بیس با لحن بیس «غرغر بی‌اندازۀ بیش از حد» (به انگلیسی: Fuzz bass) می‌نواخت. سرعت آهنگ‌های گروه نیز طی یک سال آینده به‌طور پیوسته افزایش یافت.
سبک جدید و سخت‌تر همچنین تمایل به استفاده از اشعار بسیار تیره‌تر، نیهیلیستی و خشونت‌آمیز داشت، با تمرکز بر مضامین آنارشیستی و صلح‌طلبانه و در عین حال بر اثرات وحشتناک جنگ هسته‌ای و آسیب‌های اجتماعی ناشی از سرمایه‌داری تأکید داشت. مانند گروه کرس، دیسچارج از آنارشیسم حمایت کرد و نماد آنارشیستی را به نمایش گذاشت. گروه همچنین مضامین سیاسی و اجتماعی خود را در آثار هنری آلبوم‌های خود بیان کرد که وحشت‌های جنگ را با استفاده از سبک عکاسی سیاه و سفید نمادین به تصویر می‌کشید. یکی از تصاویر قابل توجه، اثر هنری «کبوتر به چوبهٔ بست» از پوستر ضد جنگ جان هارتفیلد در دههٔ ۱۹۳۰ است که کبوتری را به تصویر می‌کشد که روی سرنیزه‌ای به چوب زده شده است. اولین کنسرت با این ترکیب جدید و صدای جدید در سالن نورث وود پریش بود. در میان حاضران، مایک استون، مالک مغازه‌های ضبط محلی، که شرکت موسیقی پانک Clay Records را اداره می‌کرد، حضور داشت.
در سال ۱۹۸۰، دیسچارج با Clay Records قرارداد امضا کرد و اولین تک‌آهنگ واقعیت‌های جنگ را در فوریه ۱۹۸۰ ضبط کرد، که پس از پخش در برنامهٔ رادیو بی‌بی‌سی ۱ دی‌جی جان پیل، به رتبهٔ ۵ رسید و در ماه آوریل منتشر شد و ۴۴ هفته را در جدول تک‌آهنگ‌های بریتانیا سپری کرد. گروه همچنین اولین برنامه‌های خود را در خارج از استوک-آن-ترنت در سال ۱۹۸۰ با نواختن در لستر، پرستون و گلاسکو اجرا کرد. پس از دو نسخه آلبوم چندآهنگه دیگر در همان سال، تز رابرتز، یکی از اعضای مؤسس، گروه را ترک کرد و ابتدا کیت هاینز و سپس دیو «بامبی» السمیر (سابق از گروه The Insane) قبل از ضبط آلبوم چندآهنگه چرا جایگزین او شد. السمیر مدت زیادی باقی نماند و گروه به جای او گری مالونی از گروه The Varukers را در درام جایگزین کرد. چرا به گروه اولین موسیقی مستقل شمارهٔ یک خود را در بریتانیا داد. چرا عکس‌هایی روی جلد داشت که اجساد غیرنظامیان کشته شده را نشان می‌داد. آهنگ «چشم‌انداز جنگ» یک «حملهٔ غیرقابل پشیمانی عصبانی و تنبیهی» داشت و به یک آهنگ امضایی برای گروه تبدیل شد. آهنگ‌های «معلول و سلاخی‌شده»، «آیا این سیستم کار می‌کند؟» و «شیدایی برای فتح» الگوی آهنگ و صدا را برای گروه‌های کراست تنظیم کردند. در همان زمان، ضبط نشان داد که یک گروه هاردکور می‌تواند قدرت صوتی «هوی متال» را بدون قربانی کردن ایدئولوژی یا خشم به کار گیرد.
منتقد وبگاه پانک‌نیوز (به انگلیسی: Punknews.org) استدلال می‌کند که چرا آلبوم چندآهنگه اوایل ۱۹۸۱ «... همه چیز را انقلابی کرد… [هموار کردن] راه را برای آتونالیته کردن هاردکور پانک، ترش، دث متال، و گرایندکور، اما همچنین آرمان‌های سیاسی مرگبار جدی و پشتوانه وحشیانهٔ پوستهٔ هاردکور». ایان گلاسپر، روزنامه‌نگار و نویسندهٔ بریتانیایی این آلبوم چندآهنگه را به عنوان «یکی از قوی‌ترین ضبط‌های ضد جنگ که تا کنون ساخته شده است» توصیف کرد. تام جی. واریور از گروه سلتیک فراست، دیسچارج را «انقلابی شبیه به گروه ونوم» می‌داند و می‌گوید: «وقتی دو آلبوم اول دیسچارج را شنیدم، غافلگیر شدم. من تازه شروع به نواختن یک ساز کرده بودم و نمی‌دانستم که آنها می‌توانستند تا این حد پیش بروند و برای من، آنها برخلاف سایر گروه‌های پانک بودند - آنها بیشتر شبیه به متال بودند.
دیسچارج اولین آلبوم کامل خود را با نام چیزی نشنویی چیزی نبینی چیزی نگویی در سال ۱۹۸۲ (ساده شده به انگلیسی: HNSNSN) ضبط کرد که در نظرسنجی مجلهٔ ترورایزر، آلبوم پانک شمارهٔ یک تمام دوران بود. این آلبوم به رتبهٔ دوم جدول آلبوم مستقل و رتبهٔ ۴۰ در نمودار آلبوم بریتانیا رسید. در تاریخ هوی متال دیوید کونو، او این آلبوم را «... دستاورد برتر، یک شاهکار بی‌رحمانهٔ وحشیانه» می‌نامد. تریبل زین بیان می‌کند که موسیقی در HNSNSN «بسیار بسیار سنگین‌تر» از پانک قبلی بود و بیان می‌کند که با صدای «خام و شدید» خود بر «پانک راک، [و]... دایره‌های متال» تأثیر گذاشته است. اسکات ایان، نوازندهٔ گیتار گروه انترکس در سال ۲۰۱۵ اظهار داشت که «شما آلبوم… چیزی نشنوی چیزی نبینی چیزی نگویی را در حال حاضر قرار دادید، و هنوز هم به اندازهٔ هر چیز دیگری سنگین و بی‌رحمانه است.»
این گروه به‌طور منظم در سراسر بریتانیا اجرا می‌کرد و اغلب با گروه‌هایی مانند GBH و د اکسپلویتد ظاهر می‌شد و موفقیت اولین آلبوم همچنین باعث شد که آن‌ها در کانادا، ایالات متحده، ایتالیا، یوگسلاوی، هلند، فنلاند و سوئد تور برگزار کنند. گروه برای ورود به کانادا در گذرگاه مرزی بوفالو، نیویورک، مشکل داشت، زیرا مرزبانان فکر می‌کردند که گروه شبیه به «حیوانات» هستند.

### دورهٔ متقاطع هوی متال؛ اولین جدایی (۱۹۸۷–۱۹۸۲)
در سال ۱۹۸۲، آنتونی «بونز» رابرتز گروه را ترک کرد و بعداً گروه «Broken Bones» را تشکیل داد و برادرش تز بعداً به او پیوست. پیتر «پوچ» پورتیل جایگزین او شد که تأثیرات قابل توجهی از هوی متال را به ارمغان آورد. پورتیل از سبک راک و متال برای نواختن گیتار استفاده کرد، از جمله تک‌نوازی گیتار راک محور. آلبوم چندآهنگه هشدار... تفاوت‌های سبکی شدیدی را نشان می‌دهد و موریس فریادهای عصبانی خود را به ترکیبی از آوازهای معمولی و سرودهای فوتبالی تغییر می‌دهد. موریس شروع به استفاده از هوی متال کرد، سبک آوازی تحت تأثیر آزی آزبورن. همچنین، گروه از سرعت‌های قابل توجهی کندتر استفاده می‌کرد و سبک پانک دی-بیت آن‌ها با بیت‌های متال گرا جایگزین شد.
با انتشار جهل، پورتیل و مالونی گروه را ترک کردند تا گروه پانک/متال متقاطع HellsBelles را تشکیل دهند، و گیتاریست لس «د مول» هانت و درامر مایکل «میکی» گیبسون جایگزین آنها شدند. پس از اضافه شدن بعدی گیتاریست دوم، استفان «فیش» بروکس، آنها در سال ۱۹۸۶ آلبوم، دنیای جدید قبر را منتشر کردند که یک آلبوم متال جریان اصلی با صدایی جذاب از سبک آواز بلند موریس بود. این آلبوم به ۱۰ آلبوم برتر بریتانیا رسید، اما با جدایی موریس، گروه با مشکلات پرسنلی دست و پنجه نرم کرد و سال بعد راب «راکی شیدز» برکلی، خوانندهٔ سابق گروه Wrathchild برای مدت کوتاهی جایگزین او شد. این گروه مدت کوتاهی پس از آن منحل شد.

### اصلاحات با ترکیب جدید (۱۹۹۹–۱۹۹۰)
موریس نسخهٔ جدیدی از گروه را در سال ۱۹۹۰ با اندرو «اندی» گرین در گیتار، آنتونی مورگان در بیس و میکا کارپینن در ابتدا در نواختن درام تشکیل داد، اما مالونی که بازگشته بود جایگزین کارپینن شد. آلبوم زندگی در باغ‌شهر، نیوجرسی در Clay Records دنبال شد. در سال ۱۹۹۱ آنها آلبوم قتل‌عام الهی را منتشر کردند که صدای متال را حفظ کرد، البته با لبه‌های سخت‌تر نسبت به آلبوم دنیای جدید قبر. موریس دوباره سبک آوازی خود را تغییر داد، این بار به غر زدن خشن‌تر، شبیه برایان جانسن از ای‌سی/دی‌سی. آنها تورهای گسترده‌ای را برای حمایت از این ضبط برگزار کردند، از جمله تنها بازدیدشان از ژاپن، اما این تور با استقبال چندانی روبرو نشد. در سال ۱۹۹۳ آنها آلبوم تیراندازی به جهان را منتشر کردند که سبک آوازی جدید کال را ادامه داد، اما آهنگ‌ها به‌طور قابل توجهی سنگین‌تر از قتل‌عام الهی بودند. این آلبوم مسیر متال را حفظ می‌کند، اگرچه اشعار و ساختارهای آهنگ عجیب را آزمایش می‌کند و گاهی به ترش متال نزدیک می‌شود. موریس نسخه‌های بیشتری از گروه را مونتاژ کرد، اما آنها دوباره در سال ۱۹۹۹ منحل شدند.

### اتحاد مجدد ترکیب کلاسیک و سال‌های خوانندگی رت (۲۰۱۴–۲۰۰۱)

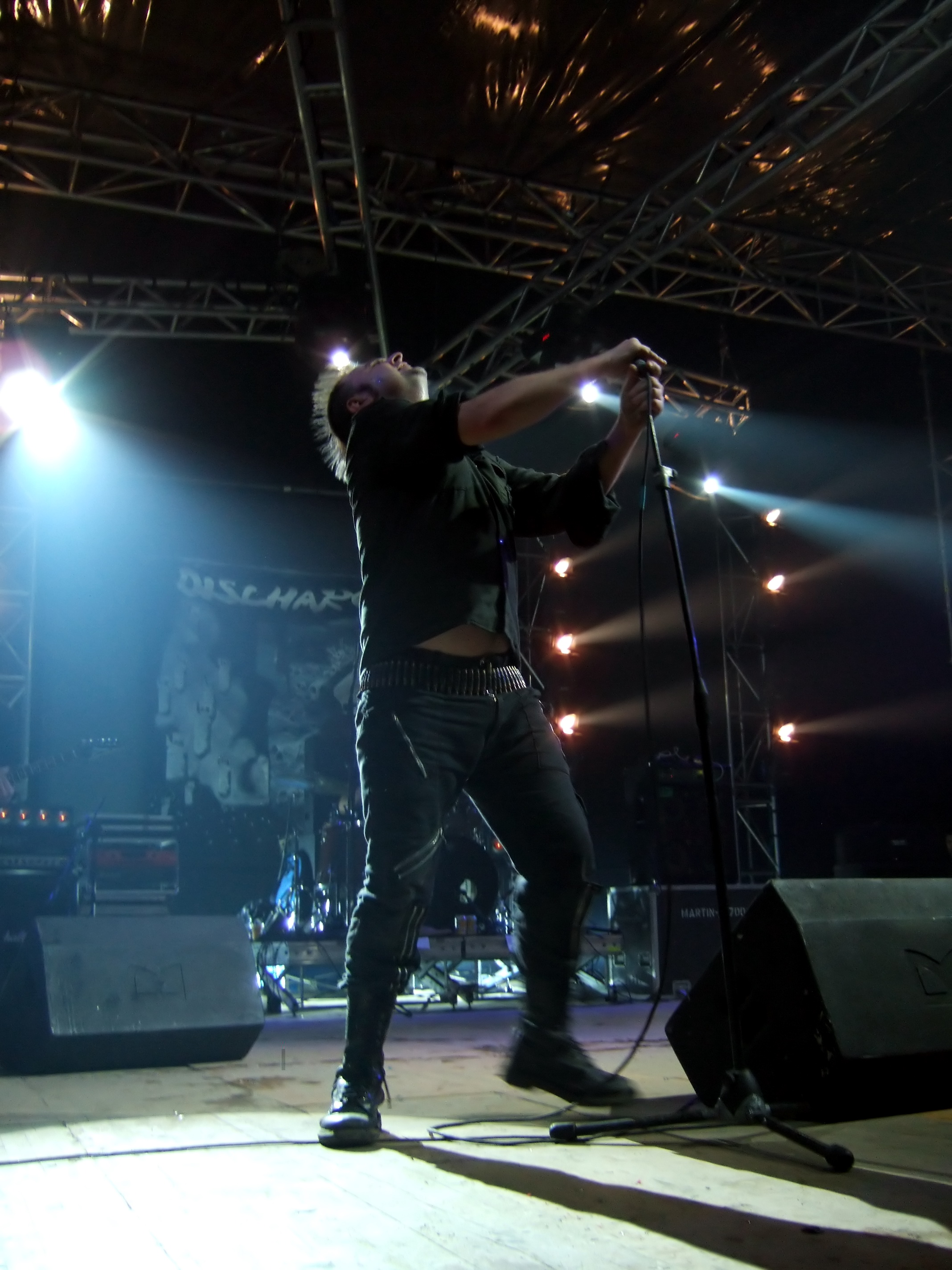
اجرای دیسچارج در رم در سال ۲۰۰۶. حروف متمایز نام گروه در بنر پشت صحنه دیده می‌شود.

در سال ۲۰۰۱، گروه کلاسیک موریس، رابرتز و وین‌رایت پس از ملاقات در مهمانی‌ای که بامفورد نوازندهٔ اصلی بیس برگزار کرده بود، دوباره متحد شدند و در سال ۲۰۰۲ آلبوم هم نام خود دیسچارج را منتشر کردند که بازگشتی به سبک اوایل دههٔ ۱۹۸۰ با تفسیرهای سیاسی و اجرای تهاجمی بود. همچنین، آن‌ها سبک درام نوازی شدید دی-بیت خود را بازگرداندند، اگرچه همراه با تأثیر متال باقی‌مانده، با ریف‌های ترشی خود، تأثیر اسپید متال به آلبوم بخشید.
موریس متعهد به برگزاری تور برای تبلیغ آلبوم نشد و گروه را ترک کرد تا آنتونی «رت» مارتین از گروه The Varukers جایگزین او شود. تک‌آهنگ «آغاز پایان» در سال ۲۰۰۶ منتشر شد که گامی بیشتر به سمت بازگشت به صدای پانک بود. دیو پروپر کاوتیون پس از جدایی دوم ترنس رابرتز در همان سال جایگزین او شد و گروه آلبوم حساسیت زدایی را در سال ۲۰۰۸ منتشر کرد. در سال ۲۰۱۱ گروه یک آلبوم چندآهنگه با عنوان «خوراک‌های تبلیغاتی» منتشر کرد. در سال ۲۰۱۲ آنها یک تک‌آهنگ تقسیم شده را با گروه آمریکایی Off with Their Heads منتشر کردند که در Drunken Sailor Records منتشر شد. در سال ۲۰۱۴، رت آخرین برنامهٔ خود را با گروه در ایرلند اجرا کرد، سپس توسط گروه اعلام شد که رت دیگر خوانندهٔ آنها نخواهد بود.

### آلبوم پایان روزها (۲۰۱۴-اکنون)
مدت کوتاهی پس از اخراج رت، اعلام شد که جف «جی‌جی» جانیاک وظیفهٔ خوانندگی را بر عهده خواهد گرفت و تز رابرتز نیز به گروه بازخواهد گشت، به جز این بار با گیتار ریتم به جای درام که برای اولین بار دیسچارج را پنج نفره می‌سازد. در ۳ ژوئن ۲۰۱۵، این گروه برای اولین بار آهنگ جدیدی به نام «نظم نوین جهانی» را اجرا کرد. یک آلبوم چندآهنگه حاوی آهنگ و ضبط زندهٔ «حرامزاده ضعیف نیست» در ۱۶ ژانویه ۲۰۱۶ با عنوان نظم نوین جهانی منتشر شد. در ۱۰ فوریه ۲۰۱۶، گروه اعلام کرد که هفتمین آلبوم استودیویی آنها، با عنوان پایان روزها، قرار است در ماه آوریل منتشر شود. این اولین آلبوم دیسچارج با جانیاک و اولین آلبوم آنها به عنوان یک گروه پنج نفره خواهد بود. در ۳ مارس ۲۰۱۶، کانال یوتیوب نوکلیر بلست آهنگ جدیدی به نام «هت‌بمب» را آپلود کرد که بعداً از طریق سایر سرویس‌های پخش در دسترس قرار گرفت. در همان روز، گروه لیست آهنگ پایان روزها را منتشر کرد.
پایان روزها، هفتمین آلبوم استودیویی دیسچارج، در ۲۹ آوریل از طریق نوکلیر بلست منتشر شد و در جدول راک رسمی بریتانیا در رتبهٔ ۱۰ و در نمودارهای مستقل در رتبهٔ ۲۳ قرار گرفت. موفقیت آلبوم باعث شد که گروه در اروپا و آمریکا تور اجرا کند. مجلهٔ MetalBlast نظر مثبتی به آلبوم داد و بیان کرد که «... همه چیز را در مورد گروه نشان می‌دهد که موقعیت افسانه‌ای آنها را به ارمغان آورده است. کار گیتار سریع و بی‌رحمانه است، آن الگوی معروف درامز دی-بیت در اثر کامل است، و آوازها، صدایی خشن و عصبانی هستند.» این بررسی بیان می‌کند که «آهنگ‌ها انفجارهای کوتاه و خشن از خشم پانک راک هستند، سرشار از انرژی» با «حس واقعی تهدید و صمیمیت در لحن» و «از ابتدا تا انتها بی‌دردسر هستند». تولید به عنوان واضح و «زنده» صدا تحسین شد. تنها نظر منفی عدم وجود ملودی در ضبط بود.
در ۳۰ دسامبر ۲۰۱۷، این گروه در Kia Forum لس آنجلس، کالیفرنیا، یک شکاف حمایتی برای اتحاد اصلی گروه میسفیتس اجرا کرد. ظرفیت ۱۷۰۰۰ نفری سالن در کمتر از یک دقیقه فروخته شد.

## تأثیرگذاری

### تأثیر بر ژانرهای دیگر
دیسچارج علاوه بر ایجاد زیرژانر دی-بیت بر گروه‌هایی که در سایر انواع موسیقی افراطی فعالیت می‌کردند نیز تأثیر گذاشت. مجلهٔ Decibel بیان می‌کند که «... تعداد کمی از گروه‌ها هستند که تأثیر بیشتری بر صحنه‌های مختلف نسبت به دیسچارج داشته‌اند، از جمله اولین نسل از گروه‌های ترش، گروه‌های گرایند و هاردکور.
تأثیر دیسچارج بر هوی متال غیرقابل محاسبه است و سوپراستارهای گروه‌های متال مانند متالیکا، انترکس و سپولتورا آهنگ‌های دیسچارج را برای ادای احترام پوشش داده‌اند. برخی از عکس‌های اعضای گروه متالیکا، انترکس و اکسدس از اوایل دههٔ ۱۹۸۰، آنها را با تی‌شرت‌های دیسچارج نشان می‌دهد. گروه‌های ترش متال مانند متالیکا و اسلیر از سرعت و بی‌رحمی آنها الهام گرفته بودند. انترکس قبلاً آهنگ‌های جلد دیسچارج را تا سال ۱۹۸۳ پخش می‌کرد.
در مصاحبه‌ای با گاردین در سال ۲۰۱۶، از این گروه به همراه تعدادی دیگر از گروه‌های آنارکو پانک بریتانیایی در اوایل دههٔ ۸۰ به عنوان تأثیری بر گروه آوانگارد متال آمریکایی نوروسیس یاد شد. نوروسیس از دیسچارج «چیزی نشنوی، چیزی نبینی، چیزی نگویی» (ترک عنوان آلبومی به همین نام) را به عنوان یکی از پنج آهنگ برتر آنارکو پانک بریتانیا معرفی کرد. خواننده/گیتاریست گروه نوروسیس، استیو فون تیل اظهار داشت که دیسچارج «... شکاف بین موتورهد، ونوم و پانک راک» را با «گیتاردیواری و لعنتی عظیم خود که به طرز مضحکی تنبیه کننده بود را پر کرد، افزایش و حجم هوی متال را می‌گرفت اما چیزی کاملاً منحصر به فرد و جدید خلق می‌کرد.»
دیسچارج برای ایجاد زمینه برای گرایندکور اعتبار داده شده است. اجراهای اولیهٔ گرایندکور گروه‌هایی مانند نیپالم دث و Repulsion تحت تأثیر دیسچارج قرار گرفتند، مانند دث متال‌های اولیهٔ سلتیک فراست و Nihilist. دیسچارج همچنین برای توسعه کراست پانک بسیار مهم بود و بر بسیاری از اولین گروه‌های کراست مانند Doom و Hellbastard و Antisect تأثیر گذاشت.
گروه‌های دیگری که از دیسچارج به عنوان تأثیرگذار نام برده‌اند عبارتند از: Hellhammer، سلتیک فراست، سادام، Holocausto, سپولترا، Sarcófago, آتیلا چیهار از میهم، Tormentor و Sunn O)))‎ و Blasphemy, کوئینز آو د استون ایج، مشین هد، پرانگ، Dogstar و اسلیپ‌نات.

### آواز
جیمز هتفیلد از متالیکا، کال موریس را برای نظرسنجی ۱۰۰ خوانندهٔ برتر مجلهٔ رولینگ استون نامزد کرد. موریس در لیست ۲۰ خواننده‌ای که جیمز آنها را نامزد کرده بود، شمارهٔ ۱۷ بود.

### آهنگ‌های جلد
نفوذ گستردهٔ دیسچارج را می‌توان در طیف نسخه‌های جلد ضبط شده توسط گروه‌های هاردکور پانک و متال نیز مشاهده کرد. گروه آنارکو-پانک اسکاتلندی Oi Polloi آهنگ «خشونت دولتی، کنترل دولتی» را پوشش داد. در همان دوره، گروه پانک هاردکور سوئدی Mob 47 آهنگ «دیگر هرگز» را در ضبط آلبوم حملهٔ نهایی پوشش داد. گروه آنارشیست شهر نیویورک، Nausea، آهنگ «حرامزاده ضعیف نیست» را به همراه «چیزی نشنوی، چیزی نبینی، چیزی نگویی» را در آلبوم پانک تروریستی، جلد. ۱ ضبط کرد. گروه سوئدی گرایندکور Nasum برای مجموعهٔ ادای احترام، آهنگ «چشم‌انداز جنگ» را پوشش داد. گروه پانک دی-بیت/هاردکورFrom Ashes Rise، «جهنم روی زمین» را با موضوع جنگ هسته‌ای ضبط کرد. در سال ۲۰۰۳، گروه هاردکور آمریکایی Ensign آلبوم «اعتراض و زنده ماندن» را در آلبوم جلدهای عاشق موسیقی، متنفر از بچه‌ها پوشش داد. گروه سوئدی ملودیک دث متال آرچ انمی آهنگ «هشدار» را در سی دی لژیون‌های خاوس در سال ۲۰۱۱ پوشش داد.
گروه‌های متال از چندین زیرژانر متال، آهنگ‌های دیسچارج را ضبط کرده‌اند. گروه‌های ترش متال که مطالب دیسچارج را پوشش می‌دهند عبارتند از متالیکا («فریچ برای احمق» و «هر چه بیشتر می‌بینم» در استودیو ضبط آلبوم گاراژ اینک.)؛ انترکس («اعتراض و زنده ماندن» در آلبوم استودیویی آنها حملۀ قاتل بی)؛ و سپولترا برزیلی («نگاهی به فردا»، «چیزی نشنوی چیزی نبینی چیزی نگویی» و «اعتراض و زنده ماندن»). گروه گروو متال مشین هد آهنگ «احتمال نابودی زندگی» را به عنوان یک قطعهٔ جایزه برای آلبوم خود هرچه بیشتر تغییر کند... پوشش داد. گروه سول‌فلای، آهنگ‌های («حرامزاده ضعیف نیست» و «احتمال نابودی زندگی») را کاور کرد.
آهنگ‌های دیسچارج نیز مورد توجه سایر زیرژانرهای متال مانند دوم متال و گرایندکور قرار گرفتند. گروه بریتانیایی دوم متال Solstice با آهنگ «اعتراض و زنده ماندن» و گروه بلک متال نروژی Carpathian Forest در آلبوم تلفیقی We're Going to Hell for This – Over a Decade of Perversions، آهنگ «احتمال نابودی زندگی» را پوشش دادند، در حالی که گروه گرایندکور/دث متال نیپالم دث آهنگ «جنگ هیچ افسانه‌ای نیست» را در آلبوم Leaders Not Followers: Part 2 خود پوشش دادند. همچنین، پیشگامان سوئدی ملودیک دث متال ات د گیتز، «کابوس ادامه دارد» را به عنوان یک آهنگ مخفی در آلبوم با ترس، تاریکی سوزان را می‌بوسم پوشش دادند. گروه فرانسوی دوم/اسلاج متال Monarch!‎ همچنین «نگاهی به فردا» را در آلبوم چندآهنگه «نگاهی به فردا/تخریب جمعی» پوشش داد. گروه درون/اسلاج متال بریتانیایی Moss آهنگ «معلول و سلاخی شده» را در آلبوم Tombs of the Blind Drugged پوشش دادند. گروه بریتانیایی بلک متال The Meads of Asphodel در آلبوم چندآهنگه خود در سال ۲۰۰۶ به نام خدا، به نسل‌کشی سیاره خوش آمدید، کاور ترکیبی «جهنم روی زمین» و «خون قرمز می‌شود» را انتخاب کردند.

## اعضای گروه

### اعضای فعلی
- تری «تز» رابرتز – آواز (۱۹۷۷)، درام (۱۹۸۰–۱۹۷۷، ۲۰۰۶–۲۰۰۱)، گیتار (۲۰۱۴–اکنون)
- روی «رینی» وین‌رایت – بیس (۱۹۸۷–۱۹۷۷, ۲۰۰۱–اکنون)، گیتار (۱۹۷۷)
- تونی «بونز» رابرتز – گیتار (۱۹۸۲–۱۹۷۷، ۲۰۰۱–اکنون)
- دیو «پروپر کوشن» بریجوود – درام (۲۰۰۶–اکنون)
- جف «جی‌جی» جانیاک – خواننده (۲۰۱۴–اکنون)

### اعضای پیشین
- نایجل بامفورد – بیس (۲۰۰۱–۱۹۷۷)
- آنتونی «آکو» آکسون – درامز (۱۹۷۷)
- کلوین «کال» موریس – خواننده (۱۹۸۷–۱۹۷۷)، (۱۹۹۵–۱۹۹۱)، (۲۰۰۳–۲۰۰۱)
- دیو «بامبی» السمیر – درامز (۱۹۸۱–۱۹۸۰)
- گری مالونی – درامز (۱۹۸۴–۱۹۸۱)، (۱۹۸۷–۱۹۸۵)، (۱۹۹۵–۱۹۹۱)
- پیتر «پوچ» پورتیل – گیتار (۱۹۸۴–۱۹۸۲)
- لس «د مول» هانت – گیتار (۱۹۸۵–۱۹۸۴)
- مایکل «میکی» گیبسون – درام (۱۹۸۵–۱۹۸۴)
- استفان «فیش» بروکس – گیتار (۱۹۸۷–۱۹۸۵)
- نیک بوشل – بیس (۱۹۸۷–۱۹۸۶)
- راب «راکی شیدز» برکلی – خواننده (۱۹۸۷)
- اندرو «اندی» گرین – گیتار (۱۹۹۵–۱۹۹۱)
- آنتونی «جیک» مورگان – بیس (۱۹۹۵–۱۹۹۱)
- آنتونی «رت» مارتین – خواننده (۲۰۱۴–۲۰۰۳)

## ترانه‌شناسی
- چیزی نشنوی چیزی نبینی چیزی نگویی (۱۹۸۲) Hear Nothing See Nothing Say Nothing
- دنیای جدید قبر (۱۹۸۶) Grave New World
- قتل‌عام الهی (۱۹۹۱) Massacre Divine
- تیراندازی به جهان (۱۹۹۳) Shootin' Up the World
- دیسچارج (۲۰۰۲) Discharge
- حساسیت زدایی (۲۰۰۸) Disensitise
- پایان روزها (۲۰۱۶) End of Days